# ジェームズ・キャロウェイ
ジェームズ・ネイサン・キャロウェイ (James Nathan Calloway, 1865年 – 1930年以降) は、アメリカ合衆国の農学者。テネシー州で奴隷として生まれ、フィスク大学を卒業してタスキーギ研究所の教員となった。当初は数学の講師であったが、農業科学を教えるようになり、1897年には学校の最も大きい農場の管理者に任命された。1900年にドイツ領トーゴで綿花栽培を推進する遠征隊のリーダーに選ばれた。キャロウェイは現地の条件に適した綿花を育て、1年後にアメリカ合衆国へ帰国した。彼がトーゴに設立した試験場は1919年まで使われていて、綿花は植民地の主要作物となった。タスキーギに戻ったキャロウェイは、農場管理者として、少なくとも1930年まで農学を教えた。

## 青年期

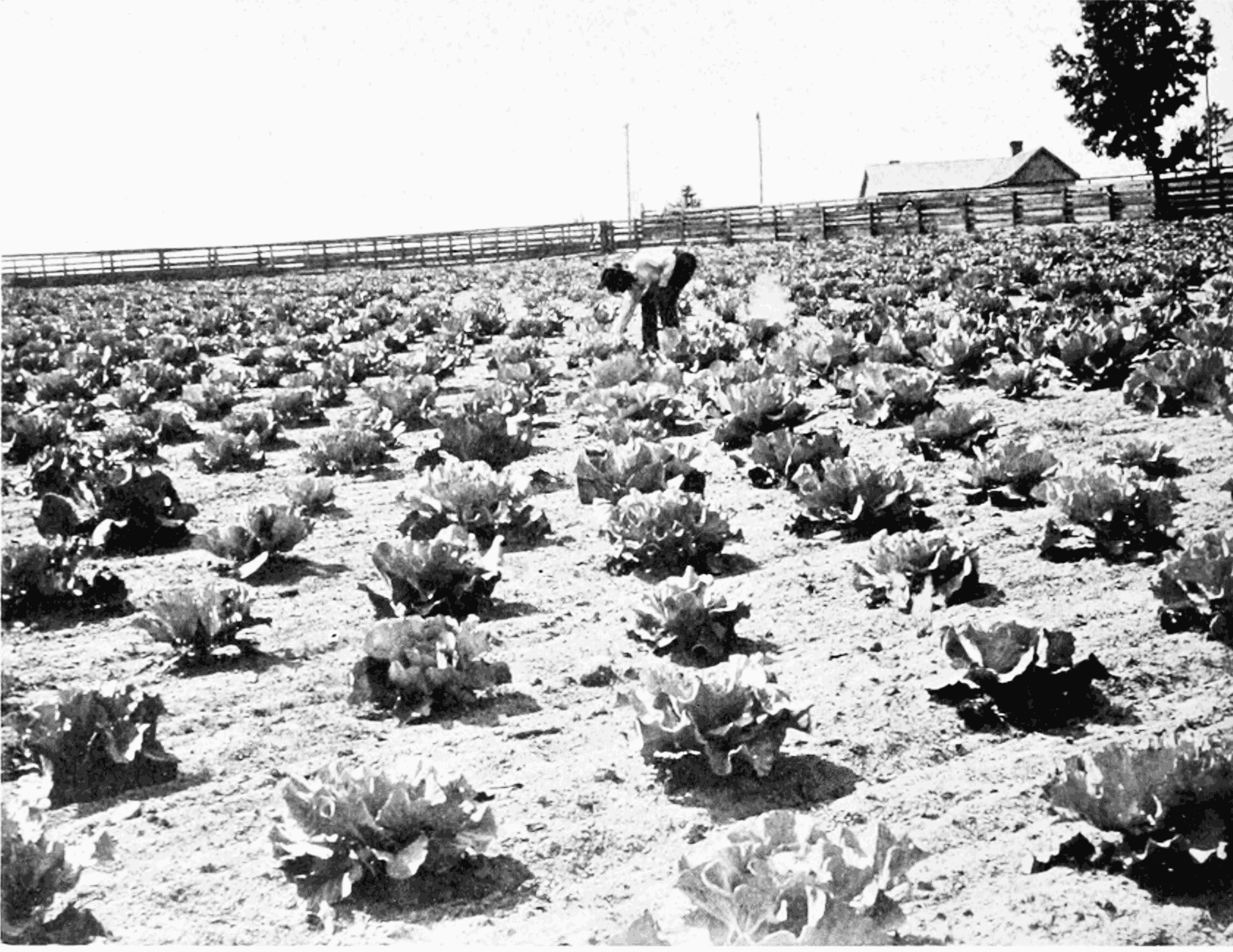
タスキーギ研究所のキャベツ畑、1899年

ジェームズ・ネイサン・キャロウェイは、1865年にテネシー州クリーブランドで奴隷として生まれたが、彼の家族は後にアラバマ州タスキーギの近くに移住した。彼はテネシー州のフィスク大学に入学し、そこでドイツ語を学んで1890年に卒業した。
卒業後すぐに、アメリカ南部のアフリカ系アメリカ人教育のためのタスキーギ研究所に務め、数学を講じた。1892年、キャロウェイは研究所の主農場の検査官に任命されたが、これは植物学者ジョージ・ワシントン・カーヴァーがチャールズ・W・グリーンによる管理に不備があると考えたためであった。キャロウェイは、この農場のトマト、サツマイモ、ブドウの栽培はなおざりにされていると報告したが、キャベツ栽培と酪農は良好であると述べている。1893年に彼は研究所のビジネス主任となり、1897年には研究所最大の農園である、800エーカー（320ヘクタール）のマーシャル農場の管理者に任命された。

## トーゴ遠征隊

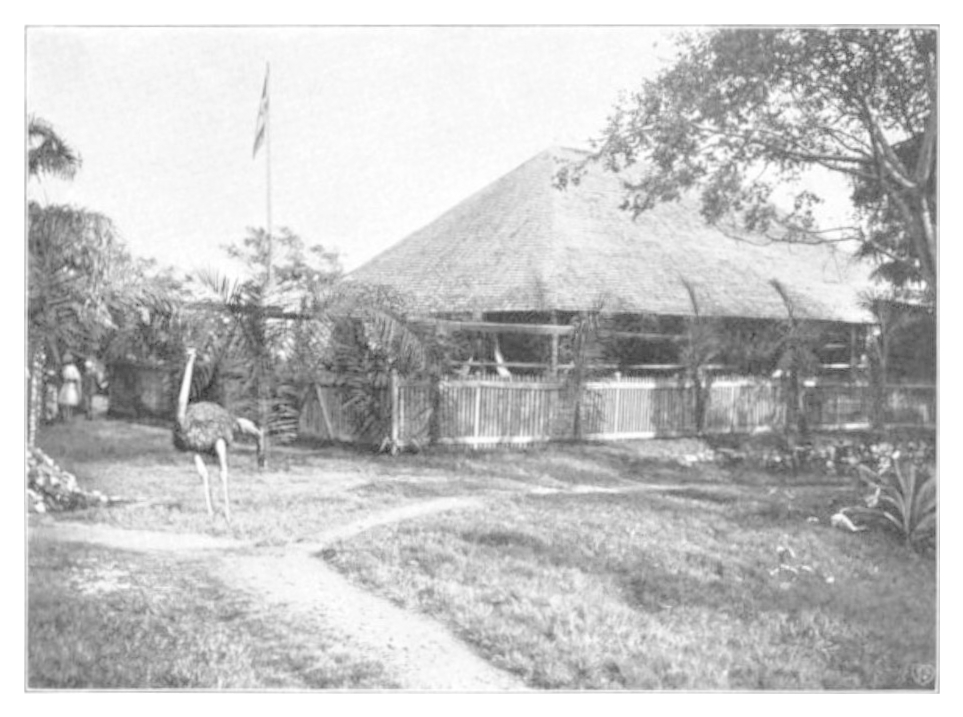
ミサホエ作業場、1904年

1900年、キャロウェイはタスキーギ-トーゴ綿花計画のリーダーに選ばれた。これは研究所とドイツ政府の植民地経済委員会の共同事業で、「アフリカ人に綿花栽培を指導し、地元綿花と輸入綿花をかけ合わせて強い雑種を開発し、商業的な成功を目指す」のが目的であった。ドイツの希望は新しい植民地であるドイツ領トーゴを綿花生産国に変え、アメリカ産輸入綿花への依存度を下げることだった。綿花産業が選ばれたのは、綿花が高労働・低価格の作物であり、政治的抵抗を行う可能性のあるアフリカの農民の富を制限できるからであった。ドイツ側はこの計画により従順さをトーゴ人に行きわたらせ、女性の自主性を減じ、移住生活者を定住させるのを期待した。タスキーギ研究所の所長ブッカー・T・ワシントンは、植民地政策には反対していたが、アフリカ人の福祉を推進するドイツ政府のこの計画には協力を惜しまなかった。これはアメリカ南部の主要アフリカ系アメリカ人機関が、外国主要国と共に行った最初の経済的、科学的取り組みであった。
遠征の準備としてキャロウェイは、従来品種よりも機械紡績と織物により適した新しい綿花の品種を栽培した。遠征における彼の役割について、ワシントンDCのドイツ大使館農務官ヘルマン男爵は「現地人に対して必要な権威を見出し、同時にドイツ政府の役人に対しても必要な敬意を払うこと」と言い表している。キャロウェイとタスキーギ研究所の3人の学生・卒業生による遠征隊は、1900年11月3日にニューヨークを出発し、ハンブルクを経由して船で現地に向かい、1901年1月1日ドイツ領トーゴに到着した。彼らの目的は、ミサホエに綿花栽培の試験場を作ることであった。
トーゴに到着してみると、アフリカ人たちは遠征隊の荷車を引くのは嫌がり、荷物を頭に載せて運ぶのは喜ぶことがわかった。そこでキャロウェイは、重たい荷物を運ぶためにフランス領スーダンから荷役動物として牛や馬を取り寄せた。しかしこれらの動物は、作業場で引き具を装着するまえにツェツェバエが原因で死んでしまった。そのため、作業場の耕運機や機械は人力で動かさなくてはならなかった。歴史家クラレンス・ローザンヌが2003年に「非人道的」と書き記したように、1つの耕運機を動かすのに4人のトーゴ人が繋がれ、作業場の綿繰り機のためには36人が繋がれた。また作業場では、イナゴやアリや昆虫やスナノミも悩まされた。
キャロウェイの種子はトーゴの人々に配布され、人々は綿花を自家用に織るのでなく売ることを推奨され、植民地の綿花は家内工業から農産輸出品へと変化していった。その結果、「少ない報酬で多くの労働を求められる」のがわかり、不評を買った。ドイツ当局は計画を成功させるため、暴力で威嚇したり囚人を労働に組み込まねばならなかった。タスキーギ研究所はこれを予見しておらず、人々は貧しいので、計画に熱心に参加すると考えていた。3年制の綿業学校が地元に設立され、農業と綿繰の教育が行われた。作業場で初年度に25梱生産された綿花は、1903年には122梱に増加した。キャロウェイは1901年にトーゴを去った。
このプロジェクトはタスキーギの学生達に大きな損失を与え、1909年までに8人のうち4人が死亡し、残りは帰国してしまった。1902年には船が接岸する前に転覆し、2人がトーゴに到着する前に命を落とした。卒業生のジョン・W・ロビンソンは実験を率いていたが、1909年にカヌーの事故で溺れ、以後タスキーギの代表はいなくなった。作業場は1919年にドイツの植民地時代が終了するまで存続した。アメリカ以外で綿花の重要な生産地を作るというドイツの目的は達成できなかったが、綿花栽培はトーゴ経済とトーゴ人たちの力を高めるのに貢献した。

## 帰国後

マーシャル農場でのサトウキビの伐採、1902年

キャロウェイはアメリカ合衆国に帰国した後、マーシャル農場に戻り、1904年までに30人から45人の少年たちを指導した。彼はタスキーギの農業教師として、少なくとも1930年まで活動し続けた。

## 家族
キャロウェイには5人の子どもがいたが、その一人であるナサニエル・O・キャロウェイはイリノイ大学医学部で教え、朝鮮戦争にはアメリカ陸軍衛生隊の少佐として従軍した。キャロウェイの弟トーマス・ジュニアス・キャロウェイは、やはりフィスク大学を卒業し、社会学者W・E・B・デュボイスの友人であった。もう一人の弟クリントン・ジョセフ・キャロウェイは、キャロウェイがトーゴへ行っている間にタスキーギの農業部門に参加している。